# Нестеров, Олег Анатольевич
Оле́г Анато́льевич Не́стеров (род. 9 марта 1961, Москва, РСФСР, СССР) — советский и российский музыкант, поэт, певец и композитор, продюсер, телеведущий, писатель. Лидер московской группы «Мегаполис» (вокал, гитара) и проекта «Капелла берлинских почтальонов», глава рекорд-лейбла «Снегири-музыка».

## Биография

### Образование
Олег Нестеров родился 9 марта 1961 года в Москве.
Учился в средней школе № 70 с углублённым изучением немецкого языка. После школы поступил в Московский электротехнический институт связи, который окончил в 1983 году по специальности «Передача дискретной информации». Работал инженером-электронщиком на международной телефонной станции в Москве до 1988 года. Три года учился в Московской студии музыкальной импровизации.

### Лидер группы «Мегаполис»
В 1985 году Олег Нестеров возглавил московскую рок-группу «Ёлочный базар», вскоре переименованную в «Мегаполис», вокалистом, гитаристом и основным автором песен которой является до настоящего времени.
Первое время группа «Мегаполис» существовала в андеграунде, однако в 1989 году выходит её первый официальный альбом под названием «Бедные люди», после чего коллектив быстро приобретает популярность в России (СССР). На песни «Москвички» и «Рождественский романс» были сняты клипы режиссёром Иваном Демидовым, ведущим передачи «Музобоз». В том же 1989 году группа в полном составе снимается в кинокартине «Наш человек в Сан-Ремо» в роли самих себя.
В начале 90-х «Мегаполис» дает концерты и записывает альбом в Германии (Megapolis,1994), выступает на немецком телевидении и радио.
В 1996 году получает премию «Золотой граммофон» за песню «Звездочка».

### Продюсер
В 1997 году начал продюсировать проект Маши Макаровой «Маша и медведи». Через год (1998), вместе с Гедрюсом Климкявичусом создает независимую музыкальную компанию «Снегири-музыка». Первый успех на этом поприще пришёл скоро, им стал Найк Борзов. Более 160 релизов самых разных артистов сформировали музыкальный каталог компании. В их число входят Mgzavrebi, Алина Орлова, Мегаполис, СБПЧ, Найк Борзов, Ундервуд, Евгений Гришковец, 2H Company, The Retuses, и многие другие.
В 2000-м году на «Снегирях» начинает свою работу лейбл «Легкие». Под девизом «Счастливая музыка для счастливых людей» издаются Нож для Frau Muller, Весна на улице Карла Юхана, Олег Костров, NetSlov, Игорь Вдовин, Нежное Это, Supersonic Future, Бурундук Квартет, Mombus и другие.
«Снегири/Легкие» заново открывают для широкой публики Ансамбль электромузыкальных инструментов под управлением Вячеслава Мещерина, основанный в 1957 году при Музыкальной редакции Всесоюзного Радиовещания, издав два сборника его записей, восстановленных из архива Гостелерадиофонда: «easy USSR» (2001) и «easy USSR part II» (2002).
Знаковыми релизами становятся популярные «сезонные» альманахи «Лёгкая зима», «Лёгкая весна», «Лёгкое лето» и «Лёгкая осень» (всего было издано три сезона), «От Паланги до Гурзуфа» — первый в СССР сборник пляжной музыки, подготовленный в 1969 году Всесоюзной фирмой грамзаписи «Мелодия» (но в свое время так и не увидевший свет), и «Первая электрогитара в СССР» — сборник произведений первого (и долгое время единственного) в СССР электрогитариста Юрия Мухина.
В 2002-м под крылом «Снегирей» возникает ещё одно направление — «Ш2» с подзаголовком «альтернативный шансон», «современное кабаре» и «уличная музыка». Здесь издаются Хоронько-оркестр, Карл Хламкин, Паперный Т. А..М…, Гуджа Бурдули, Снегопады, и другие.
В середине нулевых «Снегири» обращают внимание на «дикую» музыку в сочетании с новой постмодернистской городской поэзией: Ёлочные игрушки, 2H Company, Самое Большое Простое Число и Галун становятся артистами компании.
В начале десятых в «Снегирях» наступает эпоха «новых тихих»: The Retuses, IFWE и Синекдоха Монток .
Особая гордость «Снегирей» — два зарубежных проекта, получившие благодаря совместному сотрудничеству большое признание в России: грузинская группа Mgzavrebi и литовская певица Алина Орлова.
Одним из направлений деятельности компании является работа, связанная с музыкой в рекламе и кино.

### Работы в кино, спектаклях
В 1990 году музыканты группы «Мегаполис» снялись в фильме Александра Ефремова «Наш человек в Сан-Ремо», сыграв самих себя. В фильме звучат песни: «Гвозди», «Будущее», «Новые московские сиртаки», «Утро».
В качестве музыкального продюсера работает над фильмами «Даун Хаус» (2001), «Одна любовь на миллион» (2007), «Неваляшка» (2012), «Соловей-разбойник» (2012), «Гена Бетон» (2013) и другими, а также сериалом «Молоды и счастливы» (2005).
В фильм Авдотьи Смирновой «2 дня»(2011) вошла песня «Супертанго».
В 2015 году вместе с «Мегаполисом» записывает саундтрек к документальному фильму Екатерины Гордеевой «Дети Иосифа».
Записал роль поэта Мая в радиоспектаклях по сказкам Александра Коротича «Жужа. Путешествие драндулёта Архивная копия от 28 февраля 2022 на Wayback Machine» (2011), «Жужа. Свет звезды» (2015).

### Преподаватель
Олег Нестеров занимается преподавательской деятельностью — ведёт курс «Продюсирование музыкального проекта» в Государственном университете управления и в МГУ на кафедре теории и экономики СМИ, в Школе бизнеса RMA Архивная копия от 3 октября 2010 на Wayback Machine с 2002 года и в Академии Коммуникаций Wordshop Архивная копия от 7 июля 2016 на Wayback Machine с 2010 года.

### Ведущий
С 2006 по 2014 годы — ведущий телепрограмм «По волне моей памяти», «Золотой Винил» и «Люди Времени» (Канал «Время» — Первый канал. Всемирная сеть). С 1 февраля 2019 года — ведущий телепрограммы «Жизнь как в кино» на том же телеканале.

### Писатель

#### Роман «Юбка» (2008)
В 2008 году в издательстве «Ад Маргинем» вышла дебютная книга Олега Нестерова «Юбка». Написанная в жанре альтернативной истории (но основанная на реальных событиях), книга повествует о зарождении рок-н-ролла в предвоенной Германии 30-х годов.

#### Роман «Небесный Стокгольм» (2016)
В июне 2016 года в издательстве «Рипол-классик» вышел второй роман «Небесный Стокгольм» (жанр: исторический роман/альтернативная история).
В начале июля 2016 года номинирован на премию «Писатель года» журналом GQ.

### «Капелла берлинских почтальонов»
По следам романа «Юбка» создал проект «Капелла берлинских почтальонов», исполняет довоенные берлинские шлягеры в оригинале и переведенные на русский язык с восстановленными партитурами.

## Новая музыка «Мегаполиса»

### Проект «Из жизни планет»
В 2014 году состоялся релиз мультиформатного проекта «Из жизни планет», в основу которого легла музыка к реально существующим сценариям неснятых фильмов 60-х годов: «Причал», «Семь пар нечистых», «Предчувствие», «Прыг-скок обвалился потолок». Это музыкальное посвящение представлено в виде одноимённого двойного альбома, масштабного интернет-ресурса, уникального в своем роде, созданного в формате WEB Documentary Архивная копия от 13 ноября 2020 на Wayback Machine (planetslife.ru), и полноценного музыкального спектакля.
В ходе работы были изучены архивы Государственного Музея кино, РГАЛИ, Госфильмофонда, РИА Новости, личные архивы. Большую помощь и поддержку оказали герои тех событий: Александр Митта, Андрей Смирнов, Наталья Рязанцева, Юлий Файт, Сергей Соловьев, Али Хамраев, Юрий Клепиков, Герман Климов.
Проект стал лауреатом в двух номинациях премии «Степной волк-2014», возглавил список лучших музыкальных проектов года по версии журнала «Сноб» и вошёл в шорт-лист премии «Сноб: Сделано в России-2014». Был назван одним из самых значимых культурных событий последних лет. Масштабный электронный ресурс «Из жизни планет» Архивная копия от 24 июня 2016 на Wayback Machine получил национальную премию «Книга года-2015» в категории «Электронная книга». За этот проект группа «Мегаполис» оказалась номинирована на премию журнала «GQ» «Человек года-2015».

## Дискография
- 1987 — Утро
- 1989 — Бедные люди
- 1990 — Пёстрые ветерочки
- 1992 — Женское сердце
- 1994 — Megapolis
- 1995 — М. Е. Г. А. П. О. Л. И. С./НЕГОРО
- 1995 — Акустический концерт в «Утопии»
- 1996 — Гроза в деревне
- 1997 — The Best (сборник)
- 2003 — Улыбки любви или ёzhik forever (сингл)
- 2003 — Megapolis In Love (сборник)
- 2010 — Супертанго
- 2011 — Сборник
- 2014 — Из жизни планет
- 2016 — ZEROLINES
- 2020 — Ноябрь
- 2025 — С прочностью нитки

## Радиоспектакли
- 2011 «Жужа. Путешествие драндулёта». (авторы Коротич Александр — Милоянин Тимур) — роль поэта Мая (музыкальный спектакль издан на CD)
- 2015 «Жужа. Свет звезды». (авторы Коротич Александр — Милоянин Тимур) — роль поэта Мая (музыкальный спектакль издан на CD)
- 2018 «Жужа. Песни и пляски». (авторы Коротич Александр — Милоянин Тимур, Пантыкин Александр) — Песни «Снег» и «Планета мечты» (в составе сборника песни изданы на CD и виниловой грампластинке)

## Премии и награды
- 1996 — Золотой граммофон за песню «Звездочка»
- 2010 — Степной волк в номинации «Лучший альбом 2010» за альбом «Супертанго»
- 2014 — Степной волк в номинации «Нечто» за проект «Из жизни планет» Архивная копия от 24 июня 2016 на Wayback Machine
- 2014 — Степной волк в номинации «Дизайн» за дизайн электронного ресурса «Из жизни планет» Архивная копия от 24 июня 2016 на Wayback Machine
- 2015 — Национальная премия «Книга года-2015» Архивная копия от 18 августа 2016 на Wayback Machine в номинации электронная книга за ресурс «Из жизни планет» Архивная копия от 24 июня 2016 на Wayback Machine